# 灰岩喜鹊苣苔
灰岩喜鹊苣苔（学名：Ornithoboea calcicola）为苦苣苔科喜鹊苣苔属下的一个种。